# Enrico Cardile (ingegnere)
Enrico Cardile (Arezzo, 5 aprile 1975) è un ingegnere italiano.

## Biografia

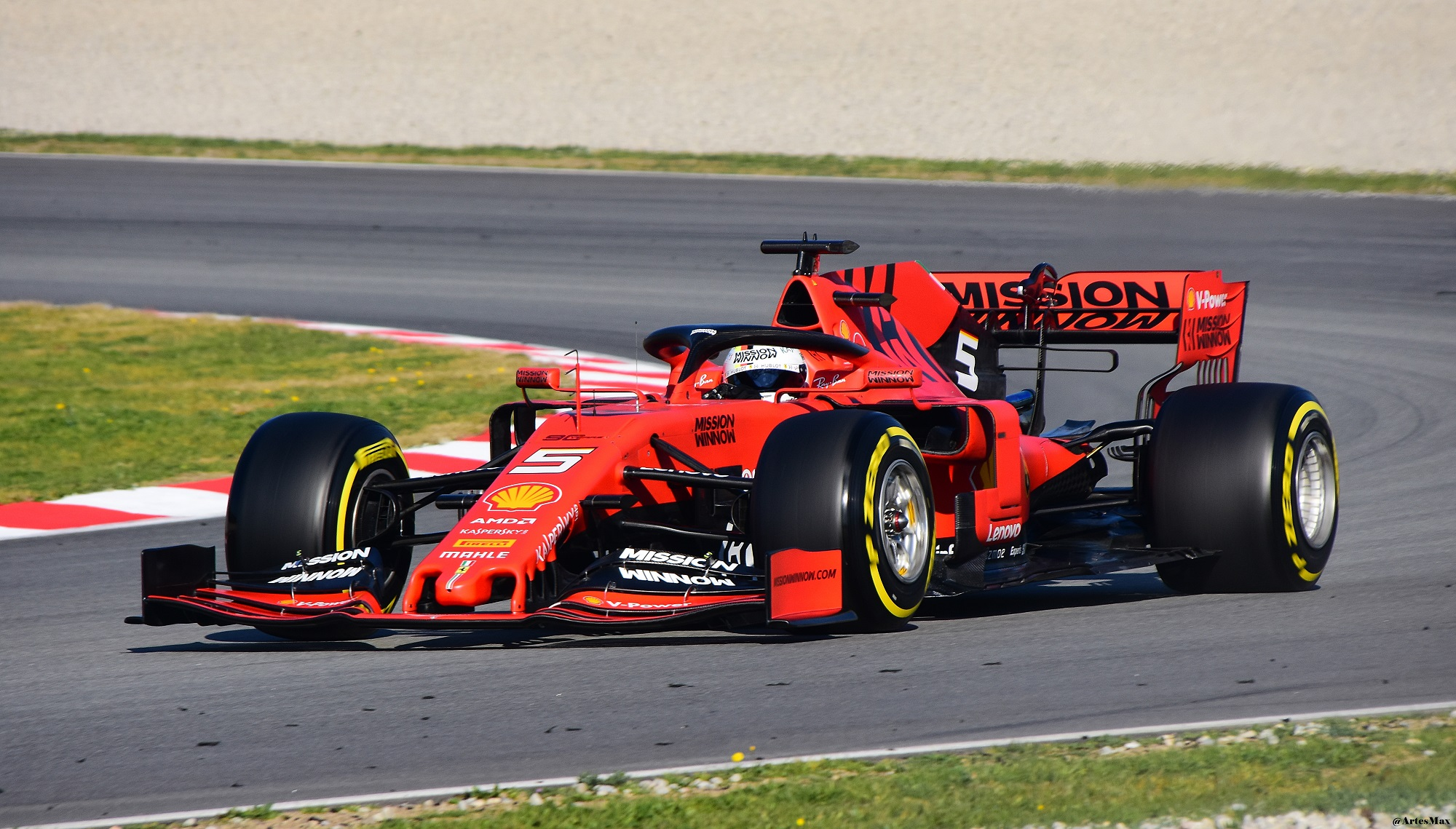
La Ferrari SF90 progettata da Enrico Cardile, vincitrice di 3 Gran Premi nella stagione.

Cardile si è laureato in ingegneria aerospaziale presso l'Università di Pisa nel 2002. Ha trascorso altri tre anni in università per collaborare con la Ferrari su un progetto di innovazione aerodinamica. Nel 2005 è poi entrato a Maranello, nel reparto dedicato al Campionato FIA GT, supervisionando l'aerodinamica.
Nel 2016 si è trasferito nella Scuderia di Formula 1 come capo dello sviluppo aerodinamico; l'anno successivo è stato nominato responsabile del progetto del veicolo. Nel 2019, quando Mattia Binotto è stato nominato team principal, Cardile è diventato capo dell'aerodinamica e project manager del veicolo.
Nel luglio 2020, dopo una ristrutturazione dell'organigramma tecnico della Ferrari, Cardile viene posto a capo di un nuovo dipartimento di sviluppo delle prestazioni. Dal 2021 diventa responsabile dell'area dell'ingegneria dei telai; quindi dal 2023, sotto la gestione del nuovo team principal Frédéric Vasseur, viene nominato direttore tecnico con responsabilità su telaio e aerodinamica. Si dimette nel luglio 2024, lasciando la casa di Maranello dopo quasi vent'anni di attività.
Contestualmente viene reso noto il suo passaggio in pectore in Aston Martin dalla stagione 2025, nel ruolo di chief technical officer, deputato a supervisionare architettura, disegno e costruzione delle monoposto britanniche.